# Unterstützungsbedarf
Unterstützungsbedarf ist ein in der Sonderpädagogik verwendeter Begriff. Er bezieht sich auf den Bedarf an Unterstützung, den ein Mensch bei Vorliegen eines oder mehrerer Handicaps hat.
Der Bedarf an zu leistender sonderpädagogischer Unterstützung wird individuell festgestellt. Er kann unterschiedlich begründet sein. Eine Förderung erfolgt bedarfsgerecht.
Die Gründe für eine sonderpädagogische Unterstützung sind vielfältig:
- Erhebliche Lernstörungen, Beeinträchtigungen im Gebrauch der Sprache sowie in der emotionalen und sozialen Entwicklung können ein Grund für sonderpädagogischen Unterstützungsbedarf sein.
- Entsprechendes gilt für eine geistige oder körperliche Behinderung.
- Auch ein Hörverlust oder eine Sehbehinderung kann einen sonderpädagogischen Unterstützungsbedarf begründen.
- Menschen mit Störungen aus dem autistischen Spektrum gehören zumeist ein Leben lang zur Gruppe der Menschen mit Unterstützungsbedarf.

## Förderschwerpunkte
Sonderpädagogische Unterstützung wird bei gegebenem Bedarf in nachstehenden Förderschwerpunkten geleistet:
- Lernen
- Sprache
- Emotionale und soziale Entwicklung
- Geistige Entwicklung
- Körperliche und motorische Entwicklung
- Hören und Kommunikation
- Sehen.